# Clorobenzal
Clorobenzalul este un compus organic cu formula C6H5CHCl2. Acest lichid incolor este un lacrimogen și este folosit ca reactiv în sinteza organică.

## Pregătire și utilizare
Clorobenzalul este produs prin metoda radicalilor liberi, mai precis clorinarea toluenului, fiind precedat în acest proces de clorura de benzil (C6H5CH2Cl) și urmat de triclorura de benzil (C6H5CCl3):
C6H5CH3 + Cl2 → C6H5CH2Cl + HCl
C6H5CH2Cl + Cl2 → C6H5CHCl2 + HCl
C6H5CHCl2 + Cl2 → C6H5CCl3 + HCl
Halogenurile benzilice sunt de obicei agenți alchilanți puternici și pentru acest motiv clorura de benzal este considerată o substanță chimică periculoasă. 
Acest compus fumegă în contact cu aerul umed și are un puternic efect iritant asupra mucoaselor și ochilor, deoarece produce acid clorhidric în contact cu apa.
De asemenea, este clasificat ca fiind posibil carcinogen pentru oameni, fiind prezent în categoria a 3-a a Directivei privind Substanțele Periculoase (67/548/EEC) a Uniunii Europene.
În același timp, Agenția Internațională pentru Cercetare în Domeniul Cancerului (IARC) clasifică clorobenzalul în categoria 2A, fiind descris ca probabil carcinogen pentru oameni.
Reacția clorurii de benzal cu sodiu produce stilben.
Cea mai mare parte a clorobenzalului este folosită în industrie ca precursor pentru benzaldehidă. Această conversie implică hidroliza în prezența de bază:
C6H5CHCl2 + H2O → C6H5CHO + 2 HCl